# Manejo de recursos hídricos en Chile
El manejo de recursos hídricos en Chile es el marco legal y político en que se gestionan los recursos hídricos. Desde 1981, con la promulgación del código de aguas, los mecanismos del libre mercado se convirtieron en la filosofía económica para el manejo de recursos hídricos, incluidos el desarrollo de los mercados de agua y los permisos de agua negociables. En 2005, se aprobó una reforma fundamental del Código de Aguas de 1981 para abordar los problemas de equidad social y protección medioambiental. El manejo de recursos hídricos en Chile se reparte entre el sector privado, que proporciona inversión para la infraestructura y la distribución, y los organismos, que proporcionan supervisión reguladora, mantienen los registros y emiten derechos sobre el agua. Chile está negociando la formalización de acuerdos con Bolivia y Argentina para manejar los recursos compartidos y los proyectos de almacenamiento de agua. Chile también recibe apoyo para proyectos de recursos hídricos con 150 millones US$ en préstamos del Banco Mundial y del Banco Interamericano de Desarrollo.

## Calidad del agua
Chile dispone de un agua de bastante buena calidad y se conoce por sus extraordinarios sistemas de abastecimiento de agua y saneamiento. La Comisión Nacional del Medio Ambiente (CONAMA) estableció el objetivo de tratar el 95% de las aguas residuales para 2010. La contaminación de fuentes puntuales de efluentes mineros y la escorrentía agrícola de fuentes no puntuales son un problema, al igual que las descargas de agua sin tratar en los lagos, ríos y acuíferos. Chile ha mejorado en esta área desde la declaración de 1980 para 'vivir en un medio ambiente sin contaminación'.

## Necesidad de mejorar y desarrollar las tecnologías y el manejo del riego
Chile ha aumentado las exportaciones de frutas y vino, para lo cual es necesario mejorar y desarrollar las tecnologías y el manejo del riego. Los futuros proyectos hidroeléctricos en el río Baker están en fase de planificación y deberían ayudar a Chile a hacer frente a las demandas de energía. Los proyectos hidroeléctricos generan el 40% de la electricidad de Chile. Las minas de cobre son una de la mayores contribuciones al PIB de Chile y necesitan grandes volúmenes de agua; por lo tanto, se crea un conflicto entre los usos domésticos y las necesidades para satisfacer las demandas de exportación de cobre y fruta. Existen muchos glaciares en Chile y el cambio climático está aumentando la tasa de deshielo. Debido a que el deshielo continúa, los expertos concuerdan en que la energía hidroeléctrica, el riego y el abastecimiento de agua para el consumo humano pueden disminuir.

## Manejo de los recursos hídricos

### Historia del manejo de los recursos hídricos
En 1855, el Código Civil chileno comenzó a conceder licencias a las partes privadas para el uso exclusivo del agua. Casi cien años más tarde, Chile aprobó el Código de Aguas de 1951, mediante el que se creó un sistema de administración de derechos sobre el agua muy similar al implementado en el oeste de Estados Unidos, según el cual el gobierno concedía derechos provisionales sobre el agua que se convertirían en derechos de propiedad protegidos después de su uso. En 1967, se promulgó un nuevo código de aguas con el fin de sustituir al de 1951, que formaba parte de la reforma agraria. El Código de Aguas de 1967 se destinó a otorgar poderes a los propietarios de tierras para que pudieran recibir agua e intentó redistribuir el agua como un componente de la estrategia de los gobiernos de reformar la política agraria. El Código de Aguas de 1967 fortaleció el control gubernamental sobre el agua y permitió la redistribución de los grandes estados y la expropiación de tierras y derechos sobre el agua que se iban a reasignar, sin conceder ninguna indemnización a los anteriores titulares. La tierra expropiada antes de 1974 se dividió en pequeñas explotaciones agrícolas y se concedieron derechos sobre la tierra y el agua a los ocupantes actuales, incluidos unos 48.000 pequeños agricultores. En parte debido a estas reformas, en parte por una situación económica desfavorable, en 1973 se produjo el golpe militar que depuso al Presidente Allende. El régimen militar del dictador Augusto Pinochet comenzó a adoptar políticas económicas de libre mercado y, en 1980, se aprobó una nueva constitución. No hubo que esperar mucho para la llegada del Código de Aguas de 1981.

### Modelo de manejo de recursos hídricos en Chile y Código de Aguas de 1981
Respaldado por la Constitución chilena de 1980, el Código de Aguas de 1981 estableció el marco que debía seguirse para asignar y manejar los recursos hídricos en Chile. Conocido a nivel internacional como el "modelo chileno", la experiencia chilena en el manejo de recursos hídricos se caracteriza por su uso de las fuerzas del libre mercado y los mercados de agua para reasignar el agua a usos de alto valor.[cita requerida] Aunque en Chile existían derechos privados sobre el agua antes de 1981, los códigos de aguas previos restringían la creación y el funcionamiento de un mercado de agua eficiente. Mientras se elaboraba el borrador del Código de Aguas entre finales de los años 70 y principios de los 80, el gobierno se preocupó por los problemas de riego y de la agricultura. Los artífices del Código de Aguas de 1981 intentaron ser eficientes en la reasignación del agua dentro de los mercados agrícola y de riego. Como afirmó Hernán Buchi, exministro de Hacienda de Chile (1985–1989), “el objetivo de la acción gubernamental en este campo era crear sólidos derechos de uso del agua para facilitar el correcto funcionamiento del mercado como mecanismo de asignación”.
En su libro sobre el derecho de aguas chileno, "The Siren Song" (Canto de sirenas), Carl. J. Bauer ofrece una crítica equilibrada del modelo chileno con sus aspectos positivos y las áreas en las que el modelo no ha funcionado tan bien. Entre algunos de los problemas se encuentran: la protección ambiental, el manejo de las cuencas fluviales, el interés público, la equidad social, la coordinación de usos múltiples y resolución de conflictos por el agua". Además, Bauer escribe que el marco legal e institucional ya no es capaz de hacer frente a los problemas relacionados con el modelo. El autor prosigue para afirmar que "el marco actual se caracteriza por una combinación de elementos que se reafirman entre sí para mantener el statu quo: 
1. derechos económicos privados sólidos y ampliamente definidos,
2. autoridad reguladora muy limitada y
3. un poder judicial poderoso pero errático, sin experiencia en asuntos de políticas públicas y con una visión estrecha y formalista del derecho".[1]

Con el apoyo de los economistas del Banco Mundial y del Banco Interamericano de Desarrollo y la oposición de los defensores del comando y control, el modelo chileno ha sido estudiado y documentado extensamente por sus métodos innovadores a la par que controvertidos. El Código de Aguas de 1981 marcó el inicio para Chile de un entorno de reglamentación fundamentado en el manejo de los recursos hídricos basado en el libre mercado y alejado de los métodos de comando y control que fallaron antes de 1981 para asignar de forma eficaz los recursos hídricos y obtener ganancias económicas. Bauer propuso que, junto con la Constitución de 1980, el Código de Aguas de 1981 ha logrado alcanzar con éxito muchas de sus prioridades iniciales, especialmente aquellas que fortalecen los derechos de propiedad privada. De acuerdo con Bauer, las prioridades iniciales del modelo chileno incluyen, entre otras, las siguientes: "
1. seguridad de los derechos de propiedad privada para fomentar la inversión privada en el uso del agua y la infraestructura hídrica, lo que permitiría nuevas explotaciones mineras en el norte de Chile y la plantación de frutas y verduras de alto valor para la exportación.
2. Regulación gubernamental muy limitada con respecto al uso y el manejo del agua.
3. Libertad de comercio de los derechos sobre el agua para permitir la reasignación de recursos hídricos de un uso de bajo valor a un uso de alto valor allí donde los costos de transacción sean bajos y el agua, escasa.
4. Autonomía del gobierno de las asociaciones privadas de usuarios de los canales. Esto ha alentado a las organizaciones a mejorar su capacidad administrativa y técnica. Estas asociaciones operan principalmente en el sector agrícola.
5. Creación de derechos sobre el agua no destinada al consumo para fomentar el desarrollo de la energía hidroeléctrica".[2]

Como se resume a continuación, la distribución de poderes y la división de responsabilidades son el sello distintivo del Código de Aguas de 1981:
- El poder ejecutivo del gobierno es el encargado de planificar, regular y promocionar el uso adecuado de toda el agua.

- Las partes privadas tienen mayor potencial para invertir en los usos doméstico y agrícola del agua, así como en el mantenimiento del sistema de abastecimiento de agua, y desempeñan un papel importante en el manejo del abastecimiento de agua y el saneamiento.

- En el Ministerio de Obras Públicas, la Dirección General de Aguas lleva a cabo todas las mediciones e investigaciones y está autorizada a conceder derechos de uso del agua.

- El Registro de Aguas bajo la Dirección General de Aguas registra todos los derechos y transacciones relacionados con el agua.

Fuente: Artículo 122 del Código de Aguas de 1981

### Reforma del Código de Aguas de 2005
En 2005, se aprobó la reforma del Código de Aguas de 1981 para abordar los problemas de equidad social y protección medioambiental. Por ejemplo, aunque se obtuvo más eficiencia y aumentaron las inversiones, la asignación sin límites de los derechos sobre el agua comenzó a ocasionar problemas como el monopolio de los derechos sobre los excedentes de agua o la especulación y para evitar la competencia en varios mercados. Los detalles de la reforma supusieron quince años de reuniones, negociaciones, disputas y concesiones. En el transcurso de la lucha política para reformar el Código de Aguas, la posición del gobierno en cuanto a los mercados de agua se fue haciendo más favorable y este propuso reformas en respuesta a la fuerte oposición política de los partidos conservadores y los intereses comerciales del sector privado.
Entre los aspectos más importantes de la reforma de 2005 se incluyen:
1. Concesión de autoridad al presidente para excluir los recursos hídricos de la competencia económica en casos en los que es necesario proteger los intereses públicos.
2. Obligación por parte de la Dirección General de Aguas (DGA) de tener en cuenta los aspectos medioambientales en el proceso de establecimiento de nuevos derechos sobre el agua, especialmente a la hora de identificar los flujos de agua respetuosos con el medio ambiente y proteger el manejo sostenible de los acuíferos.
3. Cobro de una tasa de licencia para derechos sobre el agua sin usar y limitación de solicitudes de derechos de uso del agua a las necesidades originales, como impedimento al acaparamiento y la especulación.[15]

Fechas importantes durante los quince años que duró el proceso de reforma del código de aguas:
- 1992. El gobierno introduce el primer proyecto de reforma
- 1996. El gobierno realiza enmiendas e introduce el segundo proyecto de reforma
- 1997. Se aprueba la reforma del agua en la Cámara de Diputados
- 1999. Se aprueba la reforma en los comités del Senado
- 2000. Se aprueba la reforma (en general) en el Senado
- 2004. Se aprueba la reforma (en particular) en los comités del Senado
- 2005. Se aprueba el proyecto definitivo de forma unánime en ambas cámaras para tratar la equidad social y los problemas de sostenibilidad medioambiental

Fuente: Peña, Humberto. Ministerio de Obras Públicas: Chile

### Mercados de agua
Los nuevos derechos sobre el agua se conceden por parte de la Dirección General de Aguas (DGA). Cuando surge la competencia por los derechos sobre el agua solicitados, éstos se conceden mediante licitación al mejor oferente. Un ejemplo de los volúmenes medios anuales de agua comerciados entre 1993 y 1998 registrados en las regiones de Maipo y Mapocho es la transferencia de 821 L/s y 161 L/s respectivamente.
El comercio de agua no es una práctica habitual en la mayor parte de Chile y las personas no tienen expectativas de poder resolver sus problemas de asignación de agua mediante transferencias del mercado de agua. Esto se debe a una distribución problemática entre los mercados, las normas culturales que asocian los derechos sobre la tierra con los del agua, la urbanización de la superficie de regadío y los altos costos de transacción en muchas áreas, entre las que se encuentran los gastos de titulación de derechos no registrados, costos de información, costos de modificación de la infraestructura y el costo de oportunidad del tiempo invertido en la transacción.
Aunque no está generalizado para todo Chile, se han documentado bien los mercados de agua en las áreas en las que se han implementado. Los estudios muestran un comercio activo de derechos de uso del agua en el Valle del Limarí, donde el agua es escasa y tiene un alto valor económico, especialmente para el emergente sector agrícola. A través del comercio entre los sectores, se ha transferido agua a las zonas urbanas en crecimiento del Elqui
El valle y la cuenca superior del Mapocho, donde las empresas de agua y los promotores inmobiliarios compran continuamente agua y representan el 76% de los derechos sobre el agua comerciados entre 1993 y 1999. Por el contrario, los mercados y el comercio de agua han estado más limitados en los valles de Biobío, Aconcagua y Cachapoal.
Según la información actual del BID y el Banco Mundial, los mercados de agua en Chile han resultado exitosos. En algunas regiones de Chile, los mercados de agua han tenido éxito en el cumplimiento de los objetivos iniciales de reasignación del agua a usos de alto valor y obtener eficiencia económica mediante el comercio. Humberto Peña, exdirector de la Dirección General de Aguas (DGA) de Chile, ofrece una opinión contraria asegurando que la escasez de comercio implica que los mercados de agua no redistribuyen eficazmente el agua.
En el precio del agua, es necesario distinguir entre dos elementos: el precio del agua sin tratar en la fuente y el precio del agua tratada suministrada al usuario final. En la mayoría de países, el uso del agua en la fuente es gratuito y el precio del agua permite recuperar parte o todos los costos de tratamiento y abastecimiento. Sin embargo, Chile es una excepción, ya que el Código de Aguas de 1981 no sólo ha confirmado derechos de propiedad privada sobre los recursos hídricos, sino que también ha permitido su venta, creando así un mercado de agua y permitiendo la tasación de los recursos hídricos. El suministro y la demanda debían determinar el agua que se asignaba y su precio en la fuente. Los aumentos de precio que van del 41% al 240% entre los años 1986 y 2000 sólo son un indicador de que las fuerzas del mercado participan en la identificación de las actividades que tienen un alto valor y aquellas que no.
Las tarifas del agua cobradas por los servicios públicos para tratar y abastecer agua a los usuarios residenciales y comerciales deben diferenciarse claramente del precio de los recursos hídricos.

## Base de recursos hídricos

### Recursos hídricos superficiales y subterráneos
Chile se caracteriza por la distribución irregular del total de precipitaciones entre tres regiones climáticas bien diferenciadas: el Desierto de Atacama en la zona norte, la región central templada y mediterránea, y la fría y lluviosa zona sur. La zona seca del Desierto de Atacama recibe un promedio de 44,5 mm de precipitaciones anuales mientras que las zonas del sur reciben 3.000 mm de precipitaciones anuales de media. Según la FAO, las precipitaciones medias anuales son de 1.522 mm con un volumen anual de 1.152 km³. Del volumen total, 884 km³ serán escorrentía mientras que 268 km³ se evaporarán de ríos, lagos y estanques.

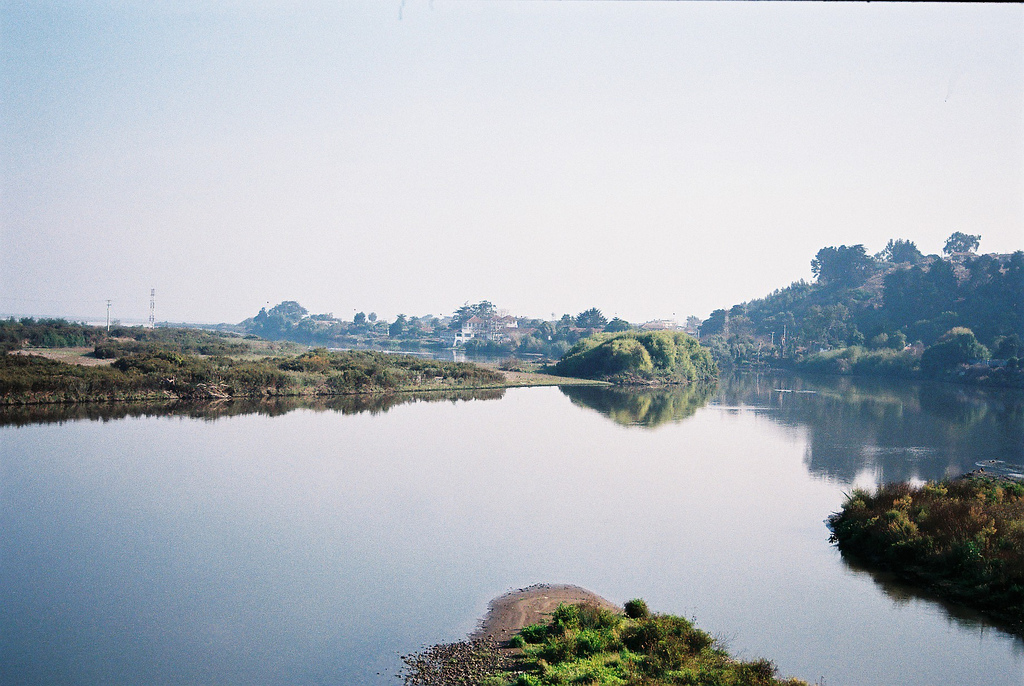
Vista del río Maipo

Los ríos de Chile son generalmente cortos y fluyen de los Andes en el este hasta el Pacífico en el oeste. Los ríos más importantes de Chile son el río Loa al norte del Desierto de Atacama, el río más largo del país con una longitud de 420 km, que ha sufrido la contaminación de las minas de cobre; el Río Baker en la Patagonia, el río más extenso del país en términos de descarga, que es el lugar de la planta de energía hidroeléctrica más grande de Chile con una capacidad de 2.400 megavatios; el río Biobío, el segundo río más largo del país, que se hizo conocido por la construcción de la controvertida represa de Pangue en 1996; el río Maule en la parte central de Chile, que es muy conocido por su agricultura, incluidos sus viñedos de regadío, así como la literatura y la poesía que se han inspirado en ella; y el río Maipo, que abastece a la capital, Santiago, de agua potable, y también es una fuente importante de agua de riego.   
El uso que se hace del agua subterránea de los acuíferos de Chile es mucho menor que el del agua superficial. Desde 1999, sólo 1.455 km³ se extrajeron los acuíferos que se recargan a través de nueve grandes cuencas de Chile.
La siguiente tabla diferencia entre quince regiones administrativas de Chile y sus principales características hidrológicas.
| Región             | Población (2002) | Superficie km² | Principales ríos                                                                  | Precipitación media anual (mm) | Escorrentía media anual (mm) | Recursos hídricos renovables (per cápita) m³ |
| ------------------ | ---------------- | -------------- | --------------------------------------------------------------------------------- | ------------------------------ | ---------------------------- | -------------------------------------------- |
| Arica y Parinacota | 189,644          | 16,873         | Río Cosapilla, Río Lluta, Río Silala, Río Lauca y Río Camarones                   |                                |                              |                                              |
| Tarapacá           | 428,594          | 58,698         | Río Azapa y Río Vítor                                                             | 93.6                           | 7.1                          | 972                                          |
| Antofagasta        | 493,984          | 126,444        | Río Loa                                                                           | 44.5                           | 0.2                          | 51                                           |
| Atacama            | 254,336          | 75,573         | Río Salado                                                                        | 82.4                           | 0.7                          | 208                                          |
| Coquimbo           | 603,210          | 40,656         | Río Elqui, Río Choapa y Río Limarí                                                | 222                            | 18                           | 1,213                                        |
| Valparaíso         | 1,539,852        | 16,396         | Río Petorca, Río Ligua y Río Aconcagua                                            | 434                            | 84                           | 894                                          |
| Metropolitana      | 7,003,122        | 15,349         | Río Maipo                                                                         | 650                            | 200                          | 438                                          |
| O'Higgins          | 780,627          | 16,341         | Río Cachapoal, Río Claro y Río Tinguirrica                                        | 898                            | 362                          | 7,578                                        |
| Maule              | 908,097          | 30,325         | Río Mataquito y Río Maule                                                         | 1,377                          | 784                          | 26,181                                       |
| Ñuble              | 438,103          | 13,178         | Río Itata                                                                         |                                |                              |                                              |
| Biobío             | 1,423,459        | 23,890         | Río Biobío y Río Laja                                                             | 1,766                          | 1,173                        | 23,270                                       |
| Araucanía          | 869,535          | 31,842         | Río Imperial y Río Toltén                                                         | 2,058                          | 1,476                        | 54,050                                       |
| Los Ríos           | 356,396          | 18,429         | Río Valdivia, Río Lingue, Río Cau-Cau, Río Cutipay, Río Colún y Río Tornagaleones |                                |                              |                                              |
| Los Lagos          | 716,739          | 67,013         | Río Bueno, Río Maule, Río Puelo, Río Yelcho y Río Palena                          | 2,970                          | 2,423                        | 226,543                                      |
| Aysén              | 91,492           | 109,025        | Río Palena, Río Cisnes, Río Aysén, Río Baker, Río Bravo y Río Pascua              | 3,263                          | 2,828                        | 3,369,942                                    |
| Magallanes         | 150,826          | 132,033        | Río Serrrano, Río Natales, Río Hollemberg, Río Gallegos, Río Chico y Río Azopardo | 2,713                          | 2,338                        | 2,046,684                                    |

| Administrative Region          | Population (2002 census data) | Surface km² | Average annual rainfall (mm) | Average annual run off (mm) | Per capita average annual renewable water resources m³ |
| ------------------------------ | ----------------------------- | ----------- | ---------------------------- | --------------------------- | ------------------------------------------------------ |
| Totals from above              | approx. 16,601,707            | 800,923     | 1,522                        | 922.3                       | 44,495                                                 |
| Global average                 | n/a                           | n/a         | 1,050***                     |                             | 6,984                                                  |
| Latin America & Caribbean avg. | n/a                           | n/a         | 1,556                        |                             | 27,673                                                 |

Fuente de las tablas anteriores: Datos de la FAO (2000) actualizados con las cifras del censo de 2002; ***Proyecto de climatología sobre las precipitaciones mundiales (GPCP, por sus siglas en inglés) (2006)

### Capacidad de almacenamiento

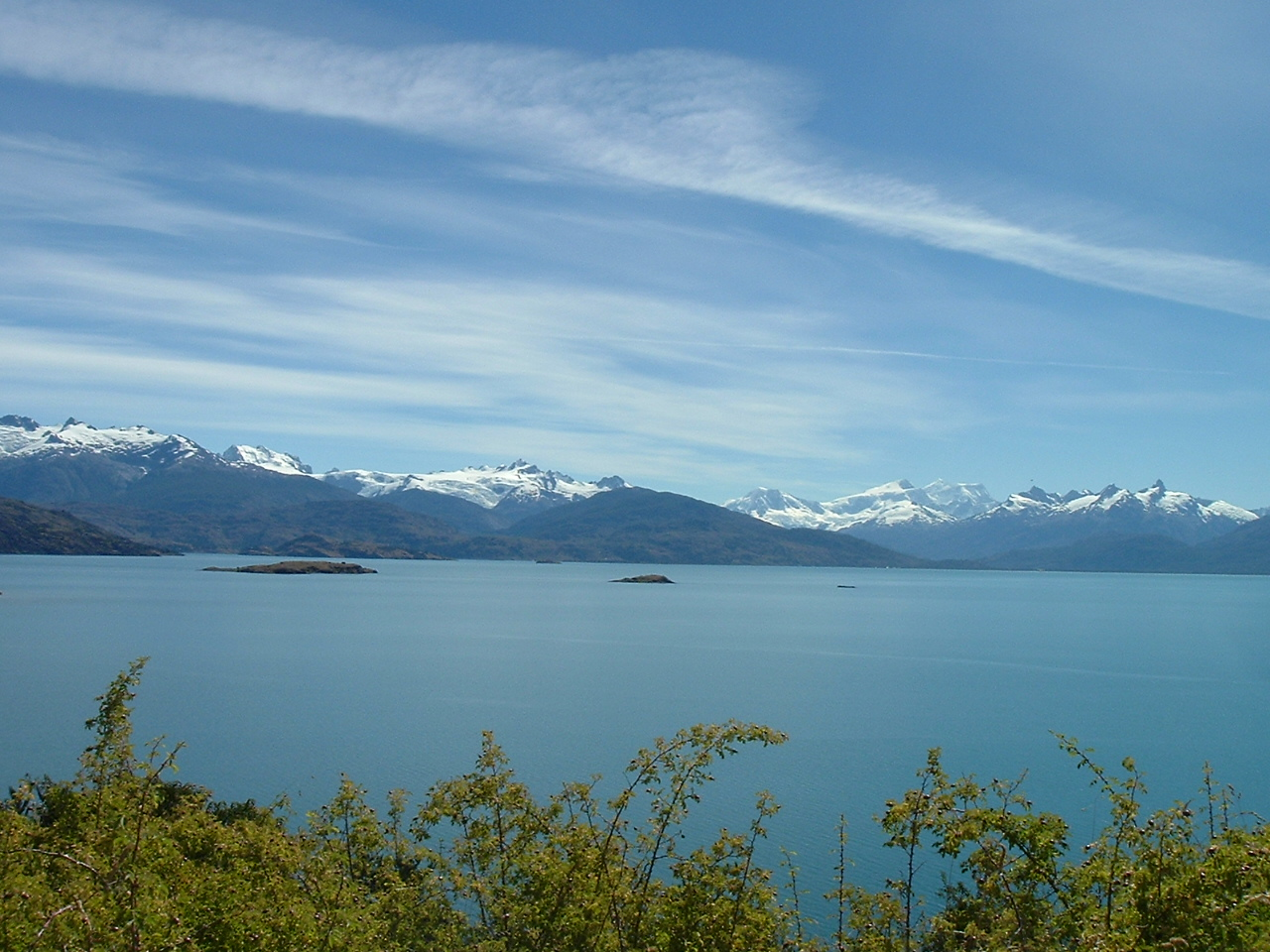
Lago General Carrera

Almacenamiento artificial. Chile cuenta con una capacidad de almacenamiento artificial de 4,66 BCM, de los cuales 4,2 BCM se almacenan mediante grandes represas. Aproximadamente 0,5 BCM se almacena en represas públicas más pequeñas. La mayor parte del agua almacenada en estos estanques se encuentra en tres de las quince regiones. Las regiones IV, VI y VII (de la anterior tabla) representan aproximadamente el 80% del almacenamiento artificial de agua superficial de Chile.
Almacenamiento natural Chile cuenta con un gran número de lagos naturales con una capacidad aproximada de 7 BCM. Las regiones del sur dan cabida a numerosos lagos y lagunas, algunos de los cuales comparte con Argentina. La densidad de la población es muy baja en el sur de Chile (0,1 a 0,6 personas/km²), por lo que la demanda de agua y el desarrollo de recursos hídricos es mínimo.

### Sequías e inundaciones
En las regiones centrales y más pobladas de Chile, las precipitaciones son altamente variables, lo que provoca ocasionales inundaciones y sequías. A principios de 2008, una de las peores sequías que ha ocurrido en Chile en décadas forzó al gobierno a declarar el estado de emergencia. Ésta afectó a 50 distritos agrícolas del centro de Chile y los agricultores se vieron obligados a regar con las cada vez más escasas aguas subterráneas. Algunos estanques de las represas hidroeléctricas estaban bajos todo el tiempo. Aunque 2008 ha sido uno de los peores años en cuanto a sequías registradas para las regiones centrales, las regiones del sur como La Araucanía, Biobío y Los Ríos también han recibido lluvias torrenciales durante más de tres días consecutivos en septiembre de 2008, lo que ha provocado graves inundaciones y la declaración de otro estado de emergencia.

## Calidad del agua
En las regiones del norte de Chile, la contaminación de fuentes puntuales de efluentes mineros supone un problema. Debido a que no hay demasiada agua en los ríos, la dilución de contaminantes se ha reducido enormemente. En el centro de Chile, la contaminación industrial resulta un problema. Con frecuencia estas descargas fluyen directamente a las cuencas de los ríos, los lagos y los canales de riego. La contaminación de fuentes no puntuales de la escorrentía agrícola, incluidos los nitratos de fertilizantes y aguas residuales sin tratar, está afectando a las aguas subterráneas. La gravedad del problema aún no se ha determinado a fondo.
Los proveedores del servicio de agua cumplen con las normas bacteriológicas y de desinfección. En un informe de 2006 sobre el manejo de la calidad del agua en Chile, los autores afirmaron que en 2000, el 99,1 por ciento de la población urbana y el 72,3 por ciento de la población rural tenía acceso al agua potable.
La calidad del agua en Chile ha aumentado constantemente después de estipular el derecho a 'vivir en un medio ambiente sin contaminación' mencionado anteriormente en la Constitución de 1980; sin embargo, la contaminación del agua aún es preocupante. Esto se debe mayormente a las descargas en las fuentes puntuales de aguas residuales domésticas e industriales sin tratar.
A principios de los años 90, la descarga de aguas residuales domésticas e industriales sumaron un total de aproximadamente 43 m³ por segundo, en el que la contaminación doméstica representaba el 56% y el efluente industrial, el 44%. 
El problema provenía de la falta de sistemas de cloración entre los proveedores del servicio de agua. Por lo tanto, el 20% de los proveedores del servicio de agua en 1991 no cumplió con las normas bacteriológicas. Desde su inicio en 1990, la Superintendencia de Servicios Sanitarios (SISS) prestó mayor atención y puso mayores esfuerzos para aumentar el número de sistemas de cloración apropiados. En 2006, se realizaron mejoras con respecto a los sistemas de cloración y sólo el 1% de los proveedores del servicio de agua no cumplió los requisitos. Además, el cumplimiento con las normas de desinfección aumentó del 89% a más del 99% en 2006 con esfuerzos similares.
También se han conseguido mejoras en el tratamiento de aguas residuales en las últimas décadas, debido a que la Comisión Nacional del Medio Ambiente (CONAMA) implementó una política que ha visto un aumento de los programas de tratamiento de aguas residuales sin tratar hasta el 80% en 2006 y el 95% para 2010. CONAMA también intentó ampliar el tratamiento de aguas residuales industriales hasta el 50% de estas descargas hasta 2006. A partir de 2006, la contaminación de fuentes no puntuales, principalmente de la agricultura, no se ha cuantificado aún.

### Riego
Creada en 1975, la Comisión Nacional de Riego (CNR) se encarga del desarrollo, la mejora y el mantenimiento de la infraestructura de riego y drenaje de Chile. En 1992, la CNR estimó que se regaban aproximadamente 1,8 millones de hectáreas (4,7 millones de acres) de tierra mientras que la capacidad potencial total de riego de terrenos en Chile se encontraba alrededor de los 2,5 millones de hectáreas (6,8 millones de acres). La superficie de regadío de Chile representa el 82% del suelo agrícola total mientras que el resto de tierras agrícolas utiliza agua de lluvia. 
Debe tenerse en cuenta que la CNR incluye 730.000 hectáreas de superficie de regadío "eventual" en sus cifras de 1,8 millones de hectáreas. Sólo el 3% de la superficie de Chile es tierra de cultivo y este sector representa únicamente el 4,8% del PIB de Chile. El empleo en el sector agrícola en 2005 se encontraba en el 13,2% de la mano de obra total. Los principales cultivos de Chile son la uva, la manzana, el durazno, el trigo, el maíz y la avena. La mayor parte de los cultivos de Chile crecen en las regiones centrales, que se consideran el centro agrícola, debido a su clima templado.
Chile tomó conscientemente la decisión de elaborar productos de alta calidad para el mercado internacional para aumentar sus exportaciones anuales. Para conseguirlo, se implementaron mejoras en el manejo del riego y los recursos hídricos para cultivar uvas, otras frutas, cereales y verduras. Además, tras dos décadas de investigación y análisis por parte de Humberto Peña, se ha revelado que el uso de pozos en la agricultura ha aumentado seis veces. En 1986 se aprobó una ley para proporcionar subsidios para la superficie de regadío y, más tarde, se revisó para dirigirla específicamente a los agricultores más pobres. Debido a estas políticas, la producción aumentó en 353 millones US$ y la eficiencia en el uso del agua también mejoró drásticamente. El agua excedente se utiliza para otros fines como la reposición de los cuerpos de agua naturales para apoyar los servicios de los ecosistemas.

### Energía hidroeléctrica
La Constitución de 1980 estableció específicamente la creación de derechos sobre el agua para usos no destinados al consumo (energía hidroeléctrica) y esto propició el desarrollo de plantas de generación de energía hidroeléctrica. De forma inicial, esto creó un conflicto entre el uso para consumo (riego) y los generadores de electricidad en relación con cuándo programar la descarga de agua. La Corte Suprema finalmente se pronunció a favor del uso no destinado al consumo debido a que tiene un valor más alto y un potencial mayor para generar crecimiento económico.
Represas existentes. La capacidad de las represas de Chile es aproximadamente de 4,66 km³ mientras que la energía hidroeléctrica representa, aproximadamente, el 40% de la producción eléctrica total. Esto equivale a unos 4,8 GW de producción hidroeléctrica anual. En 1992, Chile extrajo 63 km³ de agua en todo el país y, de este total, 67,8% se utilizó para generar energía hidroeléctrica.

Represas planificadas. En 2009, los proyectos hidroeléctricos se están desarrollando a manos de las empresas eléctricas: Endesa y Colbún. Las dos empresas formaron una empresa conjunto llamada Hidroaysén. El proyecto HidroAysén propone crear cinco represas en el río Baker y el río Pascua a un costo de 4 mil millones US$ con una capacidad instalada de 2.400-2.750 MW. El proyecto HidroAysén ha encontrado la oposición del Consejo para la Defensa de Recursos Naturales (NRDC, por sus siglas en inglés), Ecosistemas, la Coalición Ciudadana por Aysén Reserva de Vida y celebridades chilenas. La oposición defiende que el proyecto sería devastador para el medio ambiente, conduciría a más proyectos destructivos, arruinaría ecosistemas en perfecto estado y que aún están por establecer alternativas como las políticas de conservación. 

### Uso del agua en minas de cobre

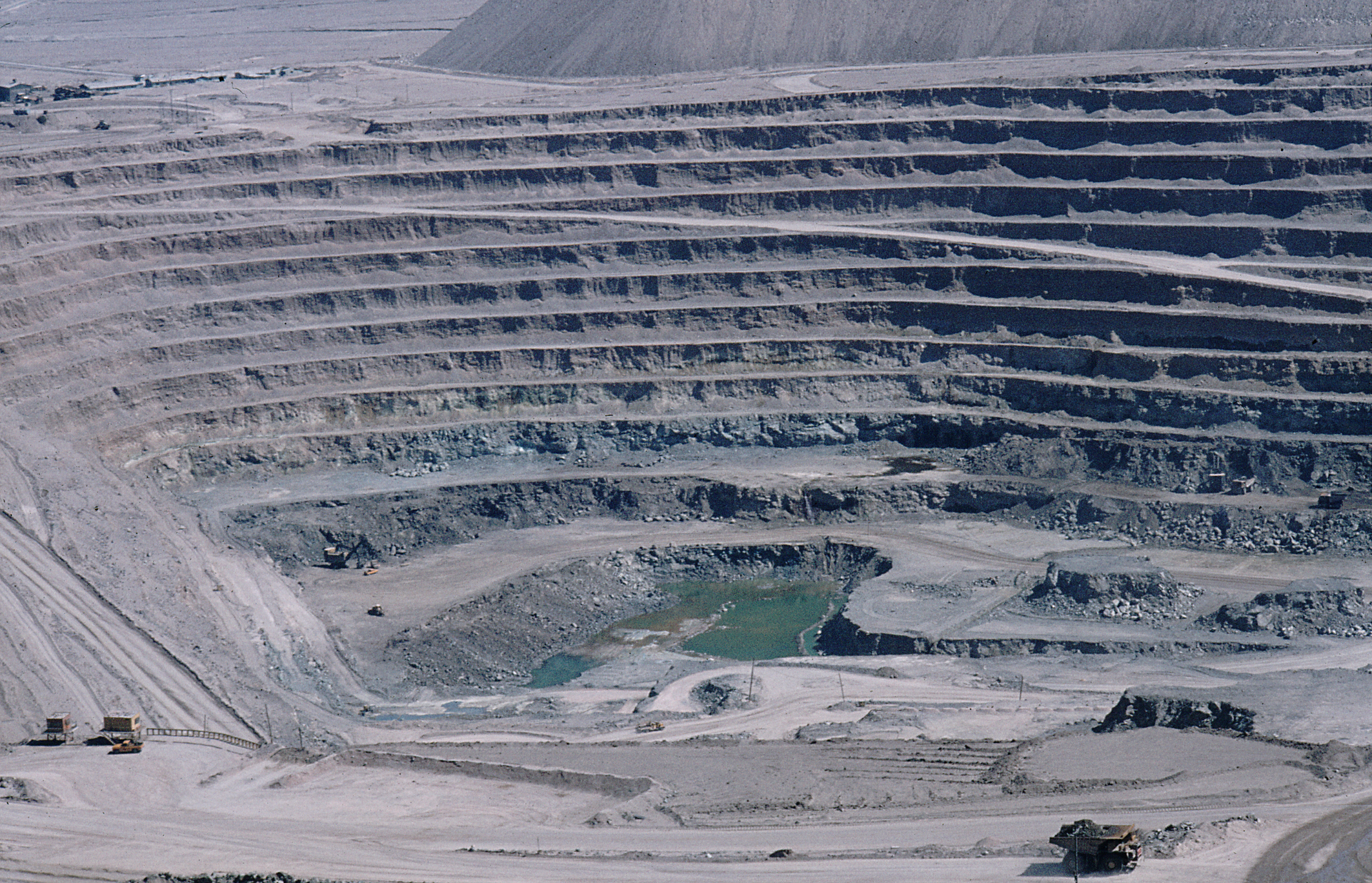
Chuquicamata (Chile). Las minas de cobre a cielo abierto más grandes del mundo.

Chile ha surgido como el productor de cobre número uno en el mundo y las exportaciones se han triplicado desde comienzos de los años 80. Con la extracción y el procesamiento realizados principalmente en el Desierto de Atacama, las minas de cobre utilizan históricamente grandes cantidades de agua. En 2008 y 2009, los mineros de cobre han reducido el uso del agua debido a la peor sequía de Chile en décadas. A pesar de que el agua es un elemento clave en distintas etapas de la extracción de cobre, los mineros consumirán una media de 11,5 m³ de agua por segundo, una cifra inferior a los 15 m³ por segundo de 2000. La creciente competencia por el agua entre la minería, las ciudades y los agricultores ha provocado un aumento del valor del agua en Chile.

## Marco legal e institucional

### Marco legal
El Código de Aguas de 1981 declaró el agua como propiedad nacional de uso público y es exclusivamente de interés para el establecimiento de derechos de uso del agua y el uso innovador de los mecanismos del mercado para distribuir los derechos del agua a los usuarios. La reforma del Código de Aguas de 1981 comenzó en 1992 y, a lo largo de quince años, los políticos organizaron más de 300 largas y laboriosas reuniones, participaron en más de 50 estudios técnicos y legales, y se reunieron con las partes interesadas varios cientos de veces antes de finalizar y aprobar la reforma en 2005.
Como nota adicional importante, cabe destacar que los economistas del libre mercado formados en EE.UU., que jugaron un papel crucial en la reformulación de las leyes chilenas en los años 70, los cuales se conocen como los “Chicago Boys”, sugirieron al gobierno chileno que los mecanismos del mercado podrían motivar a los usuarios a ahorrar agua, vender el excedente de agua y transferir los derechos sobre el agua a usuarios de otros sectores con valor más alto.

### Marco institucional
- Dirección General de Aguas (DGA): la DGA es una entidad reguladora dependiente del Ministerio de Obras Públicas. Entre sus tareas de administración están la de facilitar el funcionamiento del sistema, mantener los datos hidrológicos y un registro de aguas, hacer cumplir la política nacional del agua y realizar un seguimiento de la información de los derechos sobre el agua.[13]
  - El Registro de Aguas Mantenido por la DGA contiene información sobre todos los derechos de uso del agua concedidos por la DGA. Además, el Registro de Aguas contiene datos hidrológicos y de calidad del agua, información sobre las asociaciones civiles de usuarios (ACU), extracciones de agua y el resto de transacciones.[13] Según Robert R. Hearne y Guillermo Donoso, este registro no implica ningún título legal y suele estar incompleto.[13]
- Dirección de Obras Hidráulicas (DOH): dependiente del Ministerio de Obras Públicas, la DOH es responsable de la dirección del programa rural para el abastecimiento de agua. Además, la DOH proporciona asistencia en la construcción y el mantenimiento del sistema principal de abastecimiento de agua, incluida la infraestructura de riego y de drenaje.[28]
- Comisión Nacional del Medio Ambiente (CONAMA): actúa como coordinadora de la política medioambiental nacional, la calidad del agua y la conservación del entorno. En el caso del manejo de la calidad del agua, la CONAMA ha establecido normas de emisión para la descarga de aguas residuales en los sistemas de alcantarillado, agua superficial y subterránea y la aplicación de políticas, penalizaciones y multas por la falta de cumplimiento.[29]
- Superintendencia de Servicios Sanitarios (SISS): organismo regulador y de auditoría que controla las empresas y proporciona agua potable y servicios sanitarios a las zonas urbanas. La SISS establece las tasas de los servicios sanitarios para autorización del Ministerio de Economía, supervisa el cumplimiento de las normas y regula el control de los residuos medioambientales.[30]
- Comisión Nacional de Riego (CNR): creada en 1975, la CNR es una entidad legal bajo el derecho público. El objetivo principal de la CNR es desarrollar y mejorar la infraestructura de riego y drenaje a lo largo de todo Chile.[31]

 Instantánea histórica de los cambios legales e institucionales en el sector del agua (1977-2005):
| Año                                       | Área social                                                                               | Producción y servicios | Área medioambiental |
| ----------------------------------------- | ----------------------------------------------------------------------------------------- | --- | --- |
| 1977                                      | -                                                                                         | Formación de SENDOS | - |
| 1981                                      | -                                                                                         | Se aprueba el Código de Aguas                                                                                                   | - |
| 1985                                      | -                                                                                         | Privatización de la electricidad                                                                                                | - |
| 1988                                      | -                                                                                         | Ley de tarifa de abastecimiento de agua y saneamiento                                                                           | - |
| 1989                                      | Subsidios específicos para agua potable                                                   | - | - |
| 1990                                      | -                                                                                         | Formación de la SISS | - |
| 1993                                      | Ley de los Pueblos Indígenas                                                              | - | Protección de los humedales                                                                                             |
| 1994                                      | Fomento del riego para pequeños agricultores                                              | Ley de Concesiones | Ley básica de medio ambiente y creación del sistema de evaluación del impacto medioambiental                            |
| 1998                                      | Fortalecimiento de los derechos de los usuarios del sistema de agua potable y saneamiento | Fortalecimiento de la regulación para la privatización de las empresas de suministro de agua y saneamiento                      | Regulación de las descargas industriales a las alcantarillas                                                            |
| 1999                                      | Consolidación de los derechos de los consumidores de electricidad                         | Fortalecimiento de la regulación del sector eléctrico                                                                           | Normas de calidad del agua superficial                                                                                  |
| 2000                                      | -                                                                                         | - | Normas para la descarga industrial de aguas superficiales                                                               |
| 2003                                      | Ley de protección del consumidor                                                          | Proyecto de ley de pesca deportiva                                                                                              | |
| 2005: reforma del Código de Aguas de 1981 | Intento de limitar la competencia para proteger los intereses públicos                    | Cobro de tasas de licencia para derechos sobre el agua sin usar; medidas establecidas contra el acaparamiento y la especulación | La Dirección General de Aguas (DGA) considera establecer derechos medioambientales para el uso de los recursos hídricos |

Fuente: Peña, Humberto. Ministerio de Obras Públicas: Chile

### Acuerdos internacionales
Con Argentina. En 1991, se firmó un tratado medioambiental entre Chile y Argentina y en este se incluyó un "Protocolo de acuerdo" en relación con los recursos hídricos compartidos entre los dos países. El acuerdo marco intenta regular la cancelación de transferencia de la contaminación a través de las vías fluviales (ríos, acuíferos, lagos, conductos) de un país a otro. Este acuerdo, aunque aún no se ha puesto en vigor, sigue siendo considerado por la FAO como un marco global de negociación de este tipo de acuerdo. En mayo de 2009, se reunieron representantes concejales de Argentina y los líderes de organizaciones de Chile para formalizar una solicitud a los Ministros de Asuntos Exteriores de ambos países. En dicha solicitud se reclama el cumplimiento de los objetivos del protocolo de 1991 de los recursos hídricos compartidos. En los objetivos del Artículo 1 del protocolo se afirma lo siguiente: "las partes deben aceptar que las acciones y los programas en relación con el uso de los recursos hídricos compartidos se cumplan bajo el concepto de manejo integrado de los humedales".
Con Bolivia. Históricaments, no ha habido acuerdos con respecto a los recursos hídricos con Perú ni Bolivia. Además, Bolivia y Chile han estado en disputa por el uso de las aguas del Silala durante muchos años. Las autoridades bolivianas alegan que, debido a que las aguas del Silala nacen de 94 manantiales de Bolivia, Chile debe realizar una compensación por el uso del agua. Se ha informado que Chile y Bolivia están cerca de llegar a un acuerdo inicial tras una reunión celebrada en Santiago el 3 de abril de 2009. Para llegar a un acuerdo, sería necesario que Chile pagara el 50% de las aguas del Silala a través de su empresa estatal de cobre Codelco y Ferrocarril Andino, un grupo chileno de inversión ferroviaria. Además, el Ministro de Relaciones Exteriores de Bolivia David Choquehuanca ha propuesto un canon de extracción diaria por un total de unos 6 millones US$ al año. Las negociaciones han continuado en mayo de 2009 para avanzar en los detalles del acuerdo internacional de aguas compartidas.

## Problemas medioambientales

### Posibles impactos del cambio climático
Según el British Foreign and Commonwealth, Chile es el noveno país más vulnerable al cambio climático. El organismo añade: "el deshielo de los glaciares, los cambios en los patrones de precipitaciones, la expansión de los desiertos y el aumento de frecuencia de El Niño tendrán un impacto sobre el suministro de agua".
Gran parte de Chile está dominada por la cordillera de los Andes y glaciares de gran altitud. Con el aumento de temperaturas, el Grupo Intergubernamental de Expertos sobre el Cambio Climático (IPCC, por sus siglas en inglés) advierte del aumento del deshielo de muchos de estos glaciares, lo que hará que algunos desaparezcan entre 2020 y 2030. El tercer informe de evaluación del IPCC indica una situación crítica para los glaciares de los países vecinos como Bolivia y Perú. El informe del IPCC prosigue afirmando que los glaciares de Chile están reduciendo drásticamente su volumen a un índice cada vez mayor y que los cambios de temperatura y humedad son el motivo principal. En un artículo de Science Daily de marzo de 2008, la agencia de noticias afirma que "si los glaciares intertropicales de Chile, Argentina y Colombia desaparecen, la disponibilidad de agua y la generación energía hidroeléctrica se verán afectadas". De los treinta glaciares de prueba supervisados en los Andes por el servicio mundial de supervisión de glaciares (WGMS, por sus siglas en inglés), un centro con base en la Universidad de Zúrich en Suiza y apoyado por el PNUMA, únicamente el glaciar de Echaurren Norte de Chile se recuperó entre 2005 y 2006.
Offnews, un foro de noticias de desarrollo sostenible de Buenos Aires, ha añadido informes y predicciones sobre el cambio climático del IPCC, el Foro Económico Mundial, la Comisión Económica para América Latina y el Caribe de la ONU, la Universidad de Chile y el Gobierno de Chile. Las previsiones del informe de Offnews indican que la mayor parte de Chile verá una fuerte reducción de las precipitaciones. La única excepción en la reducción de las precipitaciones se da en el norte del Desierto de Atacama, donde se prevé el aumento de las precipitaciones.

### Ecosistemas acuáticos
El Código de Aguas de 1981 no abordaba problemas medioambientales como los flujos de los ríos y lagos respetuosos de medio ambiente ni la calidad medioambiental del agua; sin embargo, la reforma de 2005 comenzó a determinar los flujos mínimos para proteger las especies acuáticas. No se ha demostrado que los flujos reducidos de los ríos afecten negativamente a las poblaciones de especies acuáticas, pero la Organización para la Cooperación y el Desarrollo Económico (OCDE) ha analizado el estado de las especies de Chile y ha informado de que 41 de 44 especies de vertebrados de agua dulce están experimentando problemas de conservación. Entre los posibles motivos se encuentran los bajos flujos medioambientales, los efectos del cambio climático y los efluentes mineros, pero aún no se han establecido conexiones directas. Existen siete reservas de la biosfera establecidos por la UNESCO, nueve sitios de la lista de Ramsar (convención sobre los humedales) y tres lugares declarados como Patrimonio de la Humanidad en la red de áreas protegidas de Chile.
Sitios de la lista de Ramsar en Chile:
- Santuario Carlos Anwandter
- Salar de Surire
- Salar de Huasco
- Salar de Tara y el Sistema Hidrológico de Soncor en la Reserva Nacional Los Flamencos
- Laguna del Negro Francisco y Laguna Santa Rosa en el Parque Nacional Nevado Tres Cruces
- Humedales El Yali
- Santuario de la Naturaleza Laguna Conchalí
- Bahía Lomas

### Exportaciones reales de agua
En un artículo de la Asociación Mundial para el Agua, la "transferencia real" de agua fuera de Chile al exportar cobre y fruta es notable: unos 1.900 millones de m³ al año. Esto equivale a aproximadamente 1,4 veces la cantidad de agua potable producida al año en el país.

## Cooperación externa
En 2004, el Banco Mundial aprobó un préstamo de 50 millones US$ para apoyar un proyecto de 90 millones US$ para servicios de infraestructura rural. El proyecto para el desarrollo territorial de infraestructuras de Chile tiene como objetivo aumentar el uso eficiente y productivo de los servicios de infraestructura sostenibles por parte de las comunidades rurales desfavorecidas. El 30% del costo del proyecto, o unos 27 millones US$, se destina a proyectos relacionados con el agua, el saneamiento y la protección contra inundaciones. Está previsto que el proyecto termine en junio de 2010.
En 2007, el Banco Interamericano de Desarrollo (BID) aprobó un préstamo de 100 millones US$ para un proyectos de 200 millones US$ para mejorar los servicios de agua potable y saneamiento en las comunidades rurales de todo Chile. Más específicamente, el desecho y el tratamiento de aguas residuales se renovarán con nuevas instalaciones para tratamiento en las zonas rurales y se construirán sistemas de distribución de agua potable mejorados. El fortalecimiento institucional es un componente principal del programa. El Ministerio de Planificación determinará la viabilidad técnica y económica de las propuestas de proyectos elegibles y el programa se llevará a cabo a través de la Subsecretaría de Desarrollo Regional y Administrativo.